# Biathle
Il biathle è uno sport che deriva dal pentathlon moderno e che unisce corsa e nuoto nell'ordine di corsa - nuoto - corsa. Nato come forma di allenamento per il pentathlon in condizioni di gara realistiche, il biathle tende a evolvere come disciplina sportiva autonoma. Presenta analogie con l'aquathlon, che a sua volta combina corsa e nuoto; a differenza del biathle, però, l'aquathlon deriva dal triathlon.
Il biathle si distingue da altri sport dal nome simile, che a loro volta accoppiano due discipline: il duathlon, sport estivo che unisce la corsa con il ciclismo, e il biathlon, sport invernale che unisce sci di fondo e tiro a segno.
Dal 1999 vengono organizzati Campionati mondiali di biathle, sia maschili sia femminili.